# Lago Begnas
El Lago Begnas (en nepalí: बेगनास ताल) es un lago de agua dulce en el municipio Lekhnath, del distrito de Kaski en Nepal situado en el sureste del valle de Pokhara. El lago es el segundo más grande, después del lago Phewa entre los ocho lagos del valle de Pokhara, el nivel del agua en el lago fluctúa estacionalmente debido a la lluvia, y su utilización para el riego. El nivel del agua se regula a través de una presa construida en 1988 en la corriente de salida occidental, Khudi Khola.
El Área circundante al lago Begnas cuenta es un destino popular para los turistas que visitan Pokhara. El agua del lago se utiliza para el riego y algunas partes del lago se utilizan para la pesca con jaulas. El sector del lago Begnas tiene una variedad de áreas pantanosas alrededor, muchas de los cuales se han convertido en campos de arroz.

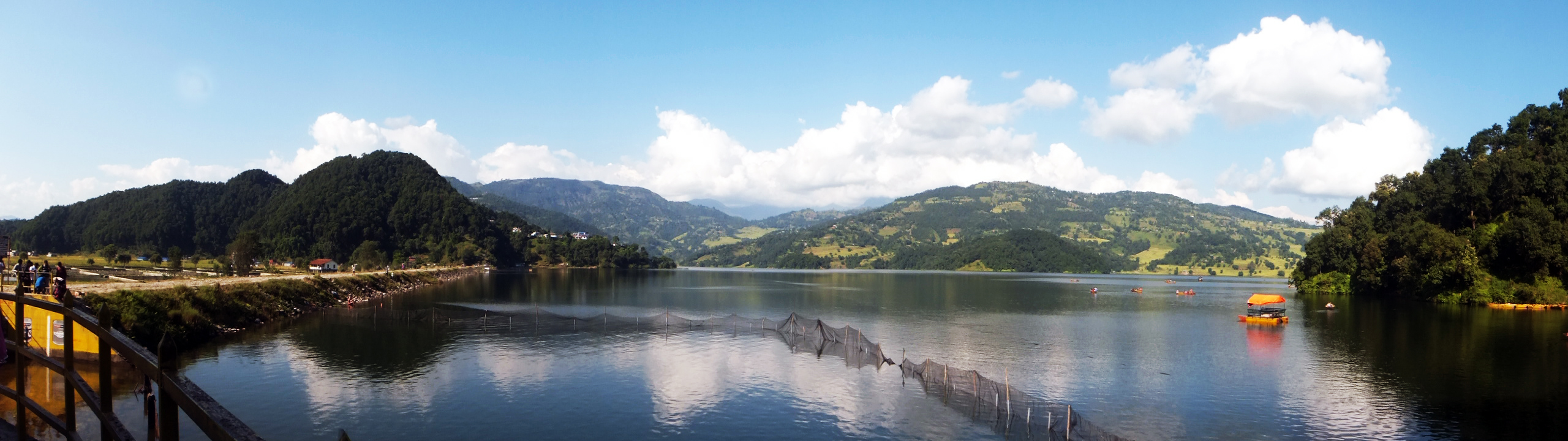
Vista panorámica del lago Begnas